# Nanwang
Król Nan z dynastii Zhou (chiń. 周赧王; pinyin Zhou Nănwáng) – trzydziesty siódmy i ostatni władca tej dynastii a dwudziesty szósty ze wschodniej linii dynastii Zhou.
Panował w latach 315–256 p.n.e. Jego śmierć wyznaczyła koniec panowania dynastii Zhou w Chinach.